# Casa Figuerola (Reus)
La casa Figuerola és un edifici de Reus (Baix Camp) inclòs a l'Inventari del Patrimoni Arquitectònic de Catalunya.

## Descripció
En realitat es tracta de dues cases diferents situades al raval de Jesús 34-36, però que actualment les té el mateix propietari. L'immoble número 34 té tres obertures amb balcons al primer pis i tres més al segon alineades amb les anteriors. Consta de planta baixa i dos pisos superiors.
El número 36 és un habitatge estructurat en planta baixa, dos pisos força alts i golfes. A la planta baixa hi ha dues grans entrades, una de comercial allindada amb un voladís a sobre i flanquejada per falses pilastres estriades. L'altra entrada és un arc escarser que l'arrebossat imita un carreuat de pedra. Als pisos superiors hi ha dues obertures allindanades a cada pis, totes elles amb balcó de barana de ferro forjat, el del primer pis, corregut. Les obertures estan decorades amb marcs amb sanefes geomètriques i falses mènsules amb motius ornamentals. Les golfes són de menor alçada, amb tres obertures quadrangulars de petites dimensions que s'alternen amb quadres de rajoles amb lliris separats amb franges llises i mènsules estriades que suporten una cornisa llisa. Remata l'edifici una barana de pedra amb motius circulars.